# Europese volleyballeague vrouwen 2014
De Europese Volleyballeague vrouwen 2014 was de zesde editie van de Europese Volleyballeague, die bestaat uit 8 Europese volleybalteams uit de volgende landen: Turkije, Bulgarije, Azerbeidzjan, Slovenië, Duitsland, Polen, Slovenië, Spanje en Griekenland. Een voorronde werd gespeeld vanaf 6 juni 2014 tot en met 13 juli. In tegenstelling tot voorgaande jaren had geen enkele deelnemende land zich kandidaat gesteld voor de organisatie van de Final Four. Hierdoor plaatsten alleen de groepswinnaars zich voor de finale en speelden zij een thuis- en uitduel; dit in verband met de FIVB World Grand Prix 2014 dat op 25 juli startte. Het toernooi werd gewonnen door Turkije door in de finale Duitsland met 6-2 over twee wedstrijden te verslaan.

## Deelnemende landen
- Turkije
- Bulgarije
- Azerbeidzjan
- Slovenië

- Duitsland
- Polen
- Spanje
- Griekenland

## Groepsfase
- De groepswinnaars plaatsen zich voor de finale.[1]

Puntenverdeling
- bij winst met 3-0 of 3-1: 3 punten voor de winnaar; 0 punten voor de verliezer
- bij winst met 3-2: 2 punten voor de winnaar; 1 punt voor de verliezer

### Groep A
|      |              |     | Wedstrijden | Wedstrijden | Sets | Sets | Sets |
| Rank | Team         | Pts | W           | L           | W    | L    |      |
| ---- | ------------ | --- | ----------- | ----------- | ---- | ---- | ---- |
| 1    | Turkije      | 24  | 8           | 3           | 26   | 12   |      |
| 2    | Azerbeidzjan | 16  | 5           | 7           | 21   | 25   |      |
| 3    | Bulgarije    | 15  | 4           | 8           | 20   | 27   |      |
| 4    | Slovenië     | 14  | 6           | 5           | 21   | 24   |      |

### Groep B
|      |             |     | Wedstrijden | Wedstrijden | Sets | Sets | Sets |
| Rank | Team        | Pts | W           | L           | W    | L    |      |
| ---- | ----------- | --- | ----------- | ----------- | ---- | ---- | ---- |
| 1    | Duitsland   | 23  | 8           | 3           | 27   | 11   |      |
| 2    | Polen       | 17  | 6           | 5           | 19   | 20   |      |
| 3    | Spanje      | 16  | 5           | 6           | 19   | 22   |      |
| 4    | Griekenland | 10  | 3           | 8           | 14   | 26   |      |

## Eindronde

### Finale
| Team 1  | Tot. | Team 2    | 1e wedstr. | 2e wedstr. |
| ------- | ---- | --------- | ---------- | ---------- |
| Turkije | 6-2  | Duitsland | 3-1        | 3-1        |

## Eindstand
| Rank   | Team         |
| ------ | ------------ |
| Goud   | Turkije      |
| Zilver | Duitsland    |
| Brons  | Polen        |
| 4      | Azerbeidzjan |
| 5      | Spanje       |
| 6      | Bulgarije    |
| 7      | Slovenië     |
| 8      | Griekenland  |

|  | Gekwalificeerd voor de FIVB World Grand Prix 2015 |

- Azerbeidzjan gekwalificeerd omdat Duitsland, Turkije en Polen zich al hebben geplaatst voor de FIVB World Grand Prix 2015.